# Sandaig Bay (vik i Storbritannien, lat 57,05, long -5,75)
Sandaig Bay är en vik i Storbritannien.   Den ligger i kommunen Highland och riksdelen Skottland, i den nordvästra delen av landet, 700 km nordväst om huvudstaden London.